# Лепљива ружа
Лепљива ружа или горска ружа, родопска ружа (лат. Rosa glutinosa) је листопадни жбун из породице ружа (Rosaceae).

## Опис
Висине је од 20 - 100 cm са густо збијеним разгранатим гранама које су покривене трновима. Трнови су двојаки: једни су дужи, јачи и ређи, а други су тањи, краћи и веома бројни. Листови су непарно перасто сложени од 5, 7 или 9 листића покривених жлездастим длакама и лепљиви. Збирни плод, шипак, је обрастао крутим жлездастим длакама, лепљив испуњен бројним орашицама. Цветови су појединачни или груписани по неколико заједно, крупни, розе боје и такође лепљиви. Цветови су без нектара, а богати су етарским уљем од кога потиче мирис.